# Główne silniki promu kosmicznego
Główne silniki promu kosmicznego (SSME z ang. Space Shuttle Main Engines, ozn. kodowe RS-25) – trzy silniki na paliwo ciekłe w połączeniu z rakietami wspomagającymi generują ciąg pozwalający na wyniesienie wahadłowca na orbitę. Pracują one przez 8,5 minuty po starcie do czasu odłączenia zbiornika zewnętrznego (ang. External Fuel Tank).
Główny zespół napędowy wahadłowca stanowią trzy zainstalowane w orbiterze silniki główne SSME (ang. Space Shuttle Main Engine) firmy Rocketdyne. Pracują one na wysokoenergetycznych, kriogenicznych materiałach pędnych: ciekłym tlenie i ciekłym wodorze dostarczanych ze zbiornika ET. Ciąg jednego silnika SSME wynosi 1670 kN na poziomie morza i 2100 kN w próżni. Regulacja ciągu jest możliwa w zakresie od 65 do 109% wartości znamionowej. Impuls właściwy silnika  wynosi 363 s na poziomie morza i 455 s w próżni. Spalanie odbywa się w proporcji sześć części wagowych ciekłego tlenu na jedną część wagową ciekłego wodoru. Silniki SSME zbudowane zostały według wielu najnowocześniejszych technologii. Są to pierwsze w świecie silniki wykorzystujące dwustopniowy proces spalania, a także pierwsze silniki pojazdu kosmicznego przeznaczone do wielokrotnego użycia (55 startów na orbitę o skumulowanym czasie trwania 7,5 h).

## Działanie silników

Podstawowe elementy silnika SSME
1. Turbopompa paliwa niskiego ciśnienia,
2. Komora spalanie wstępnego w układzie paliwa,
3. Główny wtryskiwacz,
4. Przegubowe zawieszenie silnika,
5. Komora spalanie wstępnego w układzie utleniacza,
6. Główny przewód doprowadzający gorący gaz,
7. Turbopompa paliwa wysokiego ciśnienia,
8. Turbopompa paliwa niskiego ciśnienia,
9. Główna komora spalania,
10. Sterownik silnika,
11. Turbopompa utleniacza niskiego ciśnienia,
12. Dysza.

Schemat przepływu cieczy i gazów w silniku SSME (Opis w grafice obok)

Lokalizacja silników i głównych linii przesyłowych w Orbiterze.

Oznaczenia w tej sekcji (pisane pochyłą czcionką) odnoszą się do grafiki znajdującej się poniżej.
Otwarcie zaworów zainstalowanych w orbiterze na przewodach materiałów pędnych prowadzących ze zbiornika ET rozpoczyna dopływ materiałów pędnych do silnika. Oba materiały pędne przepływają przez turbopompy niskiego ciśnienia (W1, T1), turbopompy wysokiego ciśnienia (W3, T3) i przez główne zawory (W15, T9). Po stronie ciekłego tlenu instalacja zostaje wypełniona aż do zaworów tlenu komór spalania wstępnego (T13). W takim stanie materiały pędne utrzymywane są do momentu wychłodzenia się silnika.
Podczas wykonywania zapłonu najpierw otwarty zostaje główny zawór paliwa (W15). Ciekły wodór wpływa do instalacji rur chłodzących dyszę (W8), główną komorę spalania i komory spalania wstępnego (W4, T4). Część wodoru użytego w obiegu chłodniczym po przepłynięciu wokół głównej komory spalania powraca do turbopompy niskiego ciśnienia (W1), gdzie porusza wirnik turbiny napędzającej pompę. Stąd wodór przedostaje się do podwójnych ścianek obu turbopomp wysokiego ciśnienia (W5, T5), głównego przewodu doprowadzającego gorący gaz (para wodna plus wodór) (E1) i głównego wtryskiwacza (E3) chłodząc je.
Z kolei po stronie utleniacza (ciekłego tlenu) polecenie uruchomienia silnika otwiera główny zawór ciekłego tlenu (T9). Utleniacz przepływa przez obie turbopompy (W5-W6, T5-T6) do głównego wtryskiwacza (E3) i obu komór spalania wstępnego (W4, W5). Tlen przepływający przez wysokociśnieniową pompę utleniacza (T6) jest następnie kierowany do turbopompy niskiego ciśnienia (T1), gdzie napędza turbinę poruszającą pompę.
Zapłonniki iskrowe zainstalowane w górnej części obu komór spalania wstępnego i w głównej komorze spalania zaczynają pracę silnika. Komory spalania wstępnego (W4, T4) pracują przy stosunku mas składników mieszanki ok. 1 : 1, produkując gorący gaz - wzbogaconą w wodór parę wodną. Gaz ten napędza turbiny obu turbopomp wysokiego ciśnienia (W5, T5) po czym dwoma gałęziami głównego przewodu doprowadzającego (E1) trafia do głównego wtryskiwacza (E3). We wtryskiwaczu
do mieszaniny pary wodnej i wodoru doprowadzony zostaje ciekły tlen. Substancje trafiają do głównej komory spalania, a następnie do dyszy.

Przekrój silnika SSME
Instalacja ciekłego wodoru: W1 — turbopompa niskiego ciśnienia, W2 — przewód tłoczny z pompy niskiego ciśnienia do turbopompy wysokiego ciśnienia, W3 — turbopompa wysokiego ciśnienia, W4 — komora spalania wstępnego, W5 — turbina pompy wysokiego ciśnienia, W6 — sprężarka pompy wysokiego ciśnienia, W7 — przewody rurowe obiegu chłodzącego, W8 — sieć rurek chłodzących dyszę, W9 — zawór sterujący przepływem chłodziwa, W10 — przewód rurowy dostarczający paliwo do komór spalania wstępnego, W11 — rozwidlenie przewodu dostarczającego paliwo do komór spalania wstępnego służące do doprowadzania wodoru do komory spalania wstępnego w układzie utleniacza, W12 — chłodzony wodorem główny przewód doprowadzający gorący gaz, W13 — przewód rurowy tłoczny do turbopompy niskiego ciśnienia, W14 — przewód rurowy tłoczny chłodziwa z turbiny niskiego ciśnienia do głównego przewodu doprowadzającego gorący gaz, W15 — główny zawór paliwa.
Instalacja ciekłego tlenu: T1 — turbopompa niskiego ciśnienia, T2— przewód rurowy tłoczny do pompy wysokiego ciśnienia, T3 — turbopompa wysokiego ciśnienia, T4 — komora spalania wstępnego, T5 — turbina pompy wysokiego ciśnienia, T6 — sprężarka pompy wysokiego ciśnienia, T7 — przewód rurowy prowadzący tlen do napędu pompy niskiego ciśnienia, T8 — przewód rurowy tłoczny do komory spalania, T9 — zawór główny utleniacza, T10 — przewód rurowy tłoczny do wtryskiwacza, T11 — przewód rurowy doprowadzający utleniacz do turbopompy wysokiego ciśnienia, T12 — przewód rurowy doprowadzający utleniacz do komór spalania wstępnego, T13 — zawór utleniacza komory spalania wstępnego, T14 — zawór upustowy, T15 — wymiennik ciepła.
Pozostałe instalacje: E1 — główny przewód doprowadzający gorący gaz, E2 — wkładka chłodząca we wnętrzu głównego przewodu doprowadzającego gorący gaz, E3 — główny wtryskiwacz z 600 rurkami wtryskującymi, E4 — elementy wtryskiwacza komory spalania wstępnego, E5 — przegrody we wtryskiwaczu (3 szt.) E6 — podwójne zapłonniki iskrowe, E7 — przewód upustowy paliwa, E8 — przewód doprowadzający ciśnienie do zbiornika ciekłego tlenu, E9 — przegubowe zawieszenie silnika, E10 — siłownik hydrauliczny sterujący ustawieniem silnika (2 szt.), E11 — zastrzał wspierający siłownik, E12 — zewnętrzna osłona termiczna, E13 — zewnętrzne pierścienie wzmacniające, E14 — sterownik silnika, E15— elastyczne połączenie miechowe

## Podzespoły układu spalania

### Instalacja zapłonowa
Składa się z trzech zespołów zapłonników: dwóch dla obu wtryskiwaczy komór spalania wstępnego oraz jednego dla głównej komory spalania. Każdy z zespołów zapłonników składa się z miniaturowej komory spalania, dwóch iskrowych zapłonników elektrycznych i instalacji doprowadzającej materiały pędne. Zapłon w znajdujących się w silniku sześciu zapłonnikach powoduje zapoczątkowanie procesu spalania.

### Komory spalania wstępnego
Produkują one z ciekłego tlenu i wodoru gorący gaz - parę wodną wzbogaconą gazowym wodorem. Silnik SSME ma dwie komory spalania wstępnego, po jednej w instalacjach paliwa i utleniacza. Komora spalania wstępnego składa się z głównych
przewodów doprowadzających materiały pędne, wtryskiwacza, urządzeń stabilizujących, cylindrycznej strefy spalania i zespołu zapłonnika. Przewody rurowe doprowadzają tlen i wodór do wtryskiwacza. Interesująco przedstawia się konstrukcja elementów wtryskiwacza, z których każdy składa się z dwóch koncentrycznych rurek umieszczonych jedna w drugiej - wewnętrznej doprowadzającej tlen i zewnętrznej doprowadzającej wodór. Wtryskiwacz zaopatrzono w przegrody zapewniające stabilny proces spalania. Są one chłodzone gazowym wodorem, który następnie jest spalany w komorze. w skład cylindrycznej strefy spalania chłodzonej gazowym wodorem wchodzi sztywna powłoka strukturalna i wewnętrzna, cienkościenna wkładka.

### Główny wtryskiwacz
Jest jednym z najbardziej złożonych elementów silnika. Składa się on z cylindrycznego tzw. stożka ciągu, przewodu doprowadzającego ciekły tlen, sześciuset elementów wtryskujących i zespołu zapłonowego. Stożek ciągu przenosi nacisk od silnika do przegubowego zawieszenia połączonego z elementami konstrukcji statku, Główny przewód doprowadzający utleniacz doprowadza tlen do sześciuset rurek wtryskujących o konstrukcji analogicznej do zastosowanej we wtryskiwaczach komór spalania wstępnego. Paliwo reagujące z tlenem stanowi wzbogacona wodorem gorąca para wodna dochodząca z turbin turbopomp wysokiego ciśnienia i gazowy wodór z układu chłodzenia głównych przewodów doprowadzających. Siedemdziesiąt jeden elementów wtryskowych tworzy przegrody dzielące wtryskiwacz na sześć części w celu tłumienia różnic ciśnienia mogących zakłócić proces spalania.

### Główna komora spalania
Ma kształt cylindra o podwójnych ściankach. Odebrane z wtryskiwacza zmieszane materiały pędne spalają się i w postaci gorącego gazu (pary wodnej) są przyspieszane do prędkości dźwięku, a następnie po przejściu przez przewężenie (przekrój krytyczny), do prędkości naddźwiękowej w dyszy. Do elementów składowych komory spalania należą: strukturalny „płaszcz” o dużej wytrzymałości, wkładka chłodząca, wlot i wylot wodorowej instalacji chłodzącej oraz cięgna siłowników hydraulicznych sterujących ustawieniem dyszy. Wewnętrzna wkładka chłodząca tworzy typowy kształt kanału zbieżno-rozbieżnego (dysza de Lavala), charakterystyczny dla większości silników rakietowych. Współczynnik zwężenia przekroju dyszy na odcinku od przekroju wtryskiwacza do przekroju krytycznego wynosi 2,96:1, natomiast współczynnik rozszerzenia części rozbieżnej dyszy 5:1. We wnętrzu wkładki chłodzącej wodór jest przepuszczany przez trzysta dziewięćdziesiąt kanałów chłodzących. Około jednej czwartej całego przepływu wodoru jest wykorzystywane w układzie chłodzenia komory spalania.

### Dysza
Jest ona przymocowana do wylotu komory spalania. Ma ona dzwonowy kształt i stanowi największy element silnika SSME: jej długość wynosi około 3 m, a średnica w najszerszym miejscu 2,4 m, Współczynnik rozprężania wynosi 77,5 :1 (na dużej wysokości). W górnej części dyszy jest umieszczony pierścieniowy, główny przewód doprowadzający chłodziwo stanowiący równocześnie połączenia z główną komorą spalania. Dostarcza on wodór do instalacji chłodzących głównej komory spalania, dyszy i obu komór spalania wstępnego. Dysza składa się z 1080 pierścieniowych segmentów tworzących żądany, dzwonowy profil. Jest ona opleciona rurkami chłodzącymi chronionymi przed uszkodzeniami od pędu rozgrzanego powietrza podczas startu i wlotu w atmosferę obręczami należącymi do wzmocnionego płaszcza dyszy.

## Instalacje silnikowe

### Główny przewód doprowadzający gorący gaz
Stanowi on połączenie turbin pomp wysokociśnieniowych z głównym wtryskiwaczem. Ma on podwójne ścianki chłodzone wodorem. oprócz tego przewód jest „kręgosłupem” strukturalnym silnika SSME unosząc jego podstawowe zespoły.Turbopompy są przymocowane do przewodów śrubami, natomiast komory spalania wstępnego zostały przyspawane. 

### Wymiennik ciepła
Ma on kształt wężownicy i jest zainstalowany w głównym przewodzie doprowadzającym gorący gaz po stronie utleniacza. W wymienniku następuje zamiana ciekłego tlenu w gaz potrzebny do utrzymania ciśnienia w rezerwie ekspansyjnej zbiornika zewnętrznego i akumulatorze ciśnienia, tzw. instalacji pogo (bazuje na tłumiącym drgania pogo, pęcherzyku gazu uwięzionym w przewodzie doprowadzającym materiały pędne). Wymiennik ciepła pracuje dwustopniowo; najpierw w śrubowo skręconym przewodzie rurowym o długości 0,8 m następuje zmiana stanu skupienia tlenu, po czym w dwóch wężownicach o długości
7,9 m następuje jego podgrzanie do odpowiedniej temperatury.

### Instalacja pneumatyczna
Jest ona przeznaczona do płukania przewodów silnika z materiałów pędnych — gazowym azotem podczas operacji przedstartowych i helem w locie oraz sterowania zaworami upustowymi i awaryjnego zamykania głównych zaworów materiałów pędnych w przypadku utraty przez silnik zasilania elektrycznego.

### Przegubowe zawieszenie
Przekazuje ono nacisk od silnika i składa się z kielichowatego kształtu gniazda i umieszczonego w nim kulowego trzpienia połączonego z głównym wtryskiwaczem. Tak ułożyskowane zawieszenie pozwala na wykonywanie ruchów silnika, a tym samym na sterowanie kierunkiem siły ciągu. Do ustawiania silnika służą dwa siłowniki hydrauliczne pozwalające na pochylanie go o ± 10,5° i odchylanie kierunkowe ± 8,5° od osi.

## Turbopompy
Instalacja doprowadzania materiałów pędnych składa się z czterech pomp turbinowych: dwóch wysokiego i dwóch niskiego ciśnienia, po dwie w instalacji wodoru i tlenu. Turbopompy wysokiego ciśnienia dostarczają materiały pędne do głównego wtryskiwacza. Zadaniem pomp niskociśnieniowych jest podniesienie ciśnienia na wlotach pomp wysokociśnieniowych i zabezpieczenie przed zjawiskiem kawitacji w przewodach materiałów pędnych.Turbopompy, szczególnie wysokociśnieniowe zostały zbudowane według najnowocześniejszych technologii przy daleko posuniętej miniaturyzacji i wysokich osiągach. Na przykład turbopompa paliwa wysokiego
ciśnienia ma długość 110 cm, średnicę 55 cm i masę 320 kg, przy ponad 46 MW oddawanej mocy. Obie turbopompy silnika mają łożyska wałów smarowane ciekłym wodorem lub ciekłym tlenem.

### Turbopompa paliwa niskiego ciśnienia
Jest to pompa o przepływie osiowym, napędzana dwustopniową turbiną. Pompa ta pracuje ze znamionową prędkością obrotową 14 700 obr./min oddając moc 1790 kW. Podwyższa ona ciśnienie z 207 do 1600 kPa z wydatkiem 67 kg/s. Turbinę pompy napędza gazowy wodór pod ciśnieniem 29,434 MPa.

### Turbopompa paliwa wysokiego ciśnienia
Składa się z trzystopniowej pompy odśrodkowej napędzanej bezpośrednio z dwustopniowej turbiny pracującej przy ciśnieniu wlotowym wodoru 35,605 kPa. Zespół pompy jest oddzielony od turbiny uszczelnieniami dynamicznymi. Turbopompa charakteryzuje się bardzo dużymi osiągami: znamionowa prędkość obrotowa wynosi 35 000 obr./min, moc oddawana 46,435 MW. Podwyższa ona ciśnienie z 1213 do 42 817 kPa przy wydatku 67 kg/s.

### Turbopompa utleniacza niskiego ciśnienia
Jest to pompa o przepływie osiowym, napędzana sześciostopniową turbiną. Ponieważ czynnikiem roboczym zarówno w pompie, jak i w turbinie jest ciekły tlen, wyeliminowano problem szczelnego odseparowania obu części turbopompy. Znamionowa prędkość obrotowa wynosi 5150 obr./min, moc oddawana 1069 kW. Pompa podwyższa ciśnienie z 690 do 2861 kPa przy wydatku 401 kg/s.

### Turbopompa utleniacza wysokiego ciśnienia
Składa się ona z głównej pompy tłoczącej ciekły tlen do głównego wtryskiwacza i pompy doładowującej (ang. boost pump) dostarczającej ciekły tlen do obu komór spalania wstępnego. Turbinę napędza gazowy wodór o ciśnieniu 36,046 MPa i dlatego pompę oddzielają od turbiny uszczelnienia dynamiczne. Główna pompa pracuje ze znamionową prędkością obrotową 29 057 obr./min, oddaje 15,643 MW mocy i podwyższa ciśnienie z 2482 do 31 937 kPa przy wydatku 4B4 kg/s. Pompa doładowująca o mocy 1098 kW podnosi ciśnienie z 30 592 do 52 942 kPa przy wydatku 39 kg/s.

## Główne zawory
Do głównych zaworów silnika SSME zaliczają się: główny zawór paliwa, główny zawór utleniacza, zawory utleniacza obydwu komór spalania wstępnego i zawór chłodziwa komory spalania. Cztery pierwsze są zaworami typu kulowego ze specjalnymi uszczelnieniami, natomiast ostatni zaworem zasuwowym. Wszystkie zawory główne są sterowane za pomocą mechanizmów hydraulicznych. Układ serwozaworów sterujących otwieraniem głównych zaworów materiałów pędnych jest zdwojony. Wszystkie zawory główne, z wyjątkiem zaworu chłodziwa komory spalania, są wyposażone w pneumatyczny układ awaryjnego zamykania.

## Sterownik silnika
Sterownikiem silnika SSME jest szesnastobitowy komputer wyposażony w zespół układów wejścia-wyjścia. Steruje on pracą siłowników hydraulicznych, zapłonników iskrowych, zaworów elektromagnetycznych i czujników kontrolujących parametry pracy silnika rakietowego. Operacja kontrolowania stanu czujników jest przeprowadzana przez sterownik co 20 ms (tj. 50 razy w ciągu sekundy). Kontroluje się temperatury, ciśnienia i prędkości przepływu cieczy i gazów. W przypadku przekroczenia krytycznej wartości któregoś z parametrów sterownik może doprowadzić  nawet do wyłączenia silnika. Sterownik silnika jest połączony z komputerami pokładowymi wahadłowca otrzymując dane dotyczące kontroli przedstartowej, wymagań co do poziomu ciągu podczas wzlotu i chwili wyłączenia silnika. Regulacja ciągu odbywa się z dokładnością do 1%. Interfejs komputera steruje napływem danych z zewnątrz i wysyłaniem poleceń do urządzeń wykonawczych. Sterownik przyjmuje dane do kierowania pracą silnika trzema
wzajemnie rezerwującymi się kanałami połączeń. Wysyłanie danych  o funkcjonowaniu silnika następuje dwoma kanałami. Komputer ma stosunkowo małą pojemność pamięci 16 384 słów. Oprogramowanie sterownika funkcjonuje w czasie rzeczywistym. Część układów elektronicznych i czujników jest zdwojona. Sterownik
jest zamknięty w pokrytej radiatorami obudowie o wymiarach 36,8 x 46,4 x 59,7 cm, masie 97 kg i jest zasilany z trójfazowej szyny prądu zmiennego 110 V/400 Hz, do której są podłączone zasilacze poszczególnych urządzeń elektronicznych.